# Chris Lofton
Christopher Franklin Lofton (ur. 27 marca 1986 w Maysville) – amerykański koszykarz, występujący na pozycji rozgrywającego, obecnie zawodnik Seul SK Knights.
W 2004 został wybrany najlepszym koszykarzem szkół średnich stanu Kentucky (Kentucky Gatorade Player of the Year, Kentucky Mr. Basketball).
W 2008 reprezentował Denver Nuggets, podczas rozgrywek letniej ligi NBA. Rok później bronił barw Boston Celtics.

## Osiągnięcia
Stan na 23 grudnia 2019, na podstawie, o ile nie zaznaczono inaczej.
NCAA
- Uczestnik rozgrywek:
  - Sweet 16 turnieju NCAA (2007, 2008)
  - II rundy turnieju NCAA (2006–2008)
  - turnieju Portsmouth Invitational Tournament (2008)
- Mistrz sezonu regularnego konferencji Southeastern (SEC – 2008)
- Koszykarz roku konferencji Southeastern (2007 wspólnie z Derrickiem Byarsem)[4]
- Zaliczony do:
  - I składu:
    - SEC (2006–2008)
    - najlepszych pierwszorocznych zawodników SEC (2005)
    - turnieju:
      - Legends Classic (2008)
      - Portsmouth Invitational (2008)

  - II składu All-American (2006 przez Sporting News, 2007, 2008)
  - III składu All-American (2006 przez NABC)
- Lider SEC w:
  - liczbie:
    - (645) i średniej (20,8) punktów (2007)
    - celnych (114 – 2006) i oddanych (261 – 2006, 307 – 2008) rzutów za 3 punkty

  - skuteczności rzutów:
    - za 3 punkty (46,5% – 2005)
    - wolnych (84,2% – 2008)

Klubowe
- Mistrz Francji (2018)
- Zdobywca pucharu Francji (2016)

Indywidualne
- MVP:
  - Pucharu Francji (2016)
  - finałów mistrzostw Francji (2018 wspólnie z Romeo Travisem)
  - kolejki D-League (10.01.2011)
- Lider strzelców sezonu regularnego Eurocup (2015)